# ۲۵ دسامبر
۲۵ دسامبر در تقویم گرگوری، سیصد و پنجاه و نهمین (در سال‌های کبیسه سیصد و شصتمین) روز سال است. ۶ روز تا پایان سال باقی است.
در کشور شاهنشاهی ایران به مناسبت تولد انور سادات ، این روز به روز دوست (رفیق) نام‌گذاری شده است

## رویدادها
- ۸۰۰ - شارلمانی به عنوان نخستین امپراتور مقدس روم در رم تاج‌گذاری کرد.[۱]
- ۱۰۰۰ - پادشاهی مجارستان تأسیس شد.[۲]
- ۱۹۳۲ - زلزله‌ای به بزرگی ۷٫۶ ریشتر در استان گانسو در چین حدود ۷۰٬۰۰۰ نفر را کشت.[۳]
- ۱۹۴۱ - جنگ جهانی دوم: امپراتوری ژاپن هنگ کنگ را تصرف کرد.
- ۱۹۷۹. تجاوز ارتش سرخ شوروی به افغانستان
- ۱۹۸۹ - نیکلای چائوشسکو رهبر رومانی و همسرش النا پس از یک محاکمه کوتاه تیرباران شدند.
- ۱۹۹۱ - فروپاشی اتحاد جماهیر شوروی
- ۱۹۹۱ - اوکراین اعلام استقلال کرد.
- ۲۰۰۰ - سرود جدیدی که از سرود ملی شوروی سابق اقتباس شده بود، جایگزین سرود ملی روسیه شد.

## مناسبت‌ها
- روز کودک در کامرون، جمهوری آفریقای مرکزی، چاد، گینه استوایی، جمهوری دموکراتیک کنگو، گابن و جمهوری کنگو
- کریسمس
- روز قانون اساسی در تایوان
- روز حکمرانی خوب در هند

## زادروزها
- ۱۷۲۱ - ویلیام کالینز، شاعر انگلیسی.
- ۱۸۷۶ - محمدعلی جناح رهبر استقلال پاکستان.
- ۱۸۹۹ - هامفری بوگارت بازیگر آمریکایی.
- ۱۹۱۸ - احمد بن بلا رهبر سیاسی جنگ استقلال الجزایر، اولین نخست‌وزیر و نخستین رئیس‌جمهور انتخابی الجزایر.
- ۱۹۲۵ - کارلوس کاستاندا نویسنده سرخ‌پوست
- ۱۹۲۷ - رام نارایان نوازنده محلّی اهل هند
- ۱۹۳۰ - امانوئل آغاسی بوکسور ایرانی و پدر آندره آغاسی.
- ۱۹۸۴ - سرینگ چونگتاک ملکه زیبایی اهل تبت.
- ۱۹۶۱ - اینگرید بتانکورت سیاست‌مدار فرانسوی -کلمبیایی.

## مرگ‌ها
- ۷۹۵ - آدریان یکم، پاپ کلیسای کاتولیک روم.
- ۸۲۰ - لئوی پنجم، امپراتور بیزانس.
- ۱۶۳۵ - ساموئل دو شامپلن سرباز، کاوش‌گر، نقشه‌کش، طراح، سیاست‌مدار، دریانورد، وقایع‌نویس، نژادشناس و گیتانگار فرانسوی.
- ۱۹۲۵ - کارل آبراهام روان‌کاو آلمانی.
- ۱۹۲۶ - امپراتور تایشو صد و بیست و سومین امپراتور ژاپن.
- ۱۹۳۵ - پل بورژه نویسنده و مقاله‌نویس قرن نوزدهم میلادی اهل فرانسه.
- ۱۹۳۸ - کارل چاپک داستان‌نویس بوهمی.
- ۱۹۶۵ ـ ماری عجمی،  روزنامه‌نگار، آموزگار و شاعر سوری. [۴]
- ۱۹۷۷ - چارلی چاپلین بازیگر و کارگردان آمریکایی.
- ۲۰۰۸ - هارولد پینتر نویسنده، نمایشنامه‌نویس و بازیگر بریتانیایی.
- ۲۰۰۸ - ارتا کیت خواننده، رقاص و بازیگر آمریکایی.